# Tipula (Lunatipula) subrecticornis subrecticornis
Tipula (Lunatipula) subrecticornis subrecticornis is een ondersoort van de tweevleugelige Tipula (Lunatipula) subrecticornis uit de familie langpootmuggen (Tipulidae). De ondersoort komt voor in het Palearctisch gebied.